# Den enorma krokodilen
Den enorma krokodilen (engelska: The Enormous Crocodile) är en bilderbok skriven av Roald Dahl och publicerad 1978. Illustrationerna är gjorda av Quentin Blake. 
Boken handlar om en krokodil som går in till staden för att få tag på barn att äta. På vägen träffar han flodhästen Skumpa-Rumpa, elefanten Tjock-Snabel, apan Dingel-Vingel och Rull-Tullte-fågeln. Krokodilen berättar för de förskräckta djuren om sina ”hemliga planer och fiffiga knep”.